# Iouganskneftegas
Iouganskneftegas est une entreprise russe, filiale de Ioukos, issue de la privatisation dans les années 1990 de nombreux gisements de gaz et de pétrole du district autonome des Khantys-Mansis dans l'Ouest de la Sibérie. La compagnie a été mise en vente « pour régler les dettes » de Ioukos envers le gouvernement russe. Au terme d'une vente aux enchères truquée[réf. nécessaire], l'entreprise a été acquise par Baïkalfinansgroup, groupe financier contrôlé par Rosneft.